# Српска лига у фудбалу 1946.
Првенство НР Србије било је било прво и једино под тим именом, одржано у сезони 1945/46. Лига је коришћена и као квалификациона за Прву савезну лигу Југославије 1946/47, за коју су све републике и аутономне области морале да одаберу представнике кроз одржана првенства. Победник је била Црвена звезда, која се пласирала директно, док су ФК Железничар Ниш и ФК Металац играли бараж.
Фудбалски савези Србије и Хрватске су признали легитимитет наслеђа ових националних првенстава, а правна комисија ФСС-а је 2019. озваничила титулу првака државе Црвеној звезди.

## Табела
| Поз. | Клуб                   | Бр. утакмица | Победа | Нерешено | Пораз | П+ | П- | П+/- | Бодови |
| ---- | ---------------------- | ------------ | ------ | -------- | ----- | -- | -- | ---- | ------ |
| 1    | ФК Црвена звезда       | 5            | 4      | 0        | 1     | 16 | 4  | +12  | 8      |
| 2    | ФК Железничар Ниш      | 5            | 3      | 0        | 2     | 8  | 10 | -2   | 6      |
| 3    | ФК Металац             | 5            | 2      | 1        | 2     | 12 | 4  | +8   | 5      |
| 4    | ФК Раднички Крагујевац | 5            | 2      | 1        | 2     | 9  | 5  | +4   | 5      |
| 5    | ФК Борац Чачак         | 5            | 1      | 1        | 3     | 5  | 13 | -8   | 3      |
| 6    | ФК Јединство Смедерево | 5            | 1      | 1        | 3     | 3  | 17 | -14  | 3      |